# Грачёв, Алексей Иванович
Алексе́й Ива́нович Грачёв (23 апреля 1914, Ягодное, Самарская губерния — 8 мая 1945, Балтийское море) — советский лётчик-разведчик морской авиации, Герой Советского Союза (5.11.1944). Капитан (3.11.1943).

## Биография
Родился в семье крестьянина. Русский. Отец погиб в Первую мировую войну, мать умерла от тифа. Воспитывался в детском доме до 1932 года. Окончил рабфак (1934) и первый курс Московского автодорожного института (1935).
В ВМФ с августа 1935 года. Окончил Военно-морское авиационное училище имени И. В. Сталина в Ейске в 1937 году. С 1937 года служил в 71-м отдельном авиационном отряде ВВС Балтийского флота пилотом и младшим лётчиком (с ноября 1940 года). Участвовал в советско-финляндской войне 1939—1940 гг., совершил 34 боевых вылета.
Член ВКП(б) с 1944 года.
С началом Великой Отечественной войны на фронте. Всю войну прошёл в составе ВВС Балтийского флота. В начале войны был пилотом в 71-й отдельной корректировочной авиационной эскадрилье на бомбардировщике СБ. С сентября 1941 года — пилот в 57-м штурмовом авиационном полку ВВС флота. С сентября 1941 по май 1942 года находился на переформировании в 73-м пикировочном бомбардировочном авиаполку КБФ, где освоил новую материальную часть — самолёт Пе-2. Затем 57-й шап вернулся на фронт. В октябре 1942 года А. Грачёв был прикомандирован к 26-й отдельной разведывательной авиаэскадрилье, с марта 1942 года — командир звена 15-го отдельного разведывательного авиаполка КБФ, с мая 1943 — командир звена 6-й смешанной авиаэскадрильи, с сентября 1943 был прикомандирован к 11-му истребительному авиаполку ВВС флота (полк воевал над Ладожским озером), с января 1944 года — командир звена 44-й авиационной эскадрильи 15-го орап ВВС флота.
К августу 1944 года выполнил 215 боевых вылетов, из них 32 на бомбардировку объектов и судов противника, остальные на ближнюю и дальнюю разведку. 35 раз имел встречи в воздухе с истребителями противника, провёл 7 воздушных боёв, дважды приводил горящий самолёт с территории противника и производил посадку на воду, спасая жизнь экипажа. Лично уничтожил 4 артиллерийские батареи и подавил огонь 7 батарей, уничтожил железнодорожный эшелон. На Ладожском озере потопил 2 быстроходные десантные баржи, в Финском заливе повредил 2 сторожевых катера, подводную лодку и сторожевой корабль противника, разбросал на его территории 3,5 млн агитлистовок. По его данным только за май-июль 1944 года было потоплено 6 транспортов врага. Один из героев боя за остров Сухо 22 октября 1942 года, когда несколько часов вел наблюдение за немецко-финско-итальянским десантным отрядом и наводил на него удары советской авиации.
За образцовое выполнение боевых заданий командования на фронте борьбы с немецкими захватчиками и проявленные при этом отвагу и геройство, Указом Президиума Верховного Совета СССР от 5 ноября 1944 года капитану Грачёву Алексею Ивановичу присвоено звание Героя Советского Союза с вручением ордена Ленина и медали «Золотая Звезда».
Всего за время войны совершил 315 боевых вылетов на бомбовые удары по кораблям, военно-морским базам, на разведку морских и сухопутных коммуникаций, аэрофотосъемку военно-морских баз, аэродромов, переднего края обороны и расположения артиллерийских батарей врага на Ленинградском фронте.
Алексей Грачёв первым из лётчиков на Балтике взялся за освоение новой техники — пикирующего бомбардировщика Пе-2, выполнял разведывательные экспериментальные полеты продолжительностью до 5 часов, установил на нём рекорды дальности и продолжительности полётов.
Погиб 8 мая 1945 года во время выполнения задания по разведке немецких судов, замеченных в Балтийском море. В это время группа немецких лётчиков перелетала из аэродромов Курляндии в город Фленсбург, где намеревалась сдаться в плен англичанам. Во время этого перелёта над Балтийским морем обер-лейтенант Герхард Тибен в районе Лиепаи обнаружил и сбил самолёт-разведчик Пе-2, в экипаже которого было сразу два Героя Советского Союза — командир экипажа Алексей Грачёв и штурман Григорий Давиденко. Победу Тибена подтвердил не только его ведомый фельдфебель Фридрих Хангебраук (нем. Friedrich Hangebrauck), но и его механик, летевший в его «Фокке-Вульфе».

## Награды
- Герой Советского Союза (5.11.1944)
- орден Ленина (5.11.1944)
- Четыре ордена Красного Знамени (29.09.1942, 27.01.1943, 27.05.1944, 10.02.1945)
- орден Отечественной войны 1-й степени (2.07.1943)
- Медаль «За оборону Ленинграда»[5]

## Память
Именем Алексея Грачёва был назван рыболовецкий траулер; школа и улица в селе Ягодное Ставропольского района Самарской области. В Тольятти именем лётчика названа одна из улиц города.